# Société Pour l'Aviation et ses Dérivés - SPAD
La Société Pour l'Aviation et ses Dérivés (en español: Sociedad para la aviación y sus derivados) es el nombre más utilizado por la firma que fue más conocida por su acrónimo SPAD. Fue una empresa aeronáutica de la primera mitad del siglo XX, responsable del diseño y fabricación de alguno de los aviones de caza franceses de mayor éxito usados durante la Primera Guerra Mundial.
El final de la Gran Guerra, sin embargo, marcó además el final de esta compañía, liquidada por su empresa matriz ( Blériot Aéronautique ) debido en gran medida a la incapacidad de ambas en adaptarse al mercado en tiempos de paz. 

## Los inicios: la era Deperdussin
Armand Deperdussin (1867-1924) había sido mozo de farmacia, vendedor ambulante y cantante de cabaret en Bruselas antes de hacer fortuna en la negocio de importación de seda. Deperdussin quedó fascinado por la aviación en 1908 y en 1909, creó su primera empresa aeronáutica con el diseñador Georges de Feure , la Société A. Deperdussin et de Feure. La sede de la empresa estaba en Bétheny , cerca de Reims , después de haber tenido sus primeros talleres en Laon-Chambry. De tal asociación resultaron dos prototipos, los Deperdussin-de Feure Modelle 1 - no construido - y Modelle 2.
En 1909 presentó su Deperdussin-de Feure Modelle 2, un monoplano de configuración canard y propulsora con 8 m de envergadura, el cual fue construido por la Société de Construction d'Appareils Aériens fundada en Levallois por el sobrino de Clément Ader y en donde el joven ingeniero recién graduado Louis Béchereau trabajaba y, exhibido con fines publicitarios sin motor, en el vestíbulo de los grandes almacenes parisinos Le Bon Marché durante la Navidad de aquel año. Sin embargo, frustrados por la falta de éxito del diseño, Deperdussin y de Feure tomaron caminos separados a finales de 1910.
Armand Deperdussin que carecía de formación técnica, conoció en 1910 al ingeniero Louis Béchereau y tuvo el acierto de contratarlo como director técnico,  siendo responsable de los diseños de aviones Deperdussin y de la sociedad SPAD a partir de entonces.
Tras el cumplimiento de la propuesta, en abril de 1910 se fundó la Société des Aéroplanes Deperdussin, con Deperdussin como fundador y Béchereau como Jefe de Diseño. En 1911, la empresa tomó administrativamente el nombre de Société de production des aéroplanes Deperdussin (SPAD)

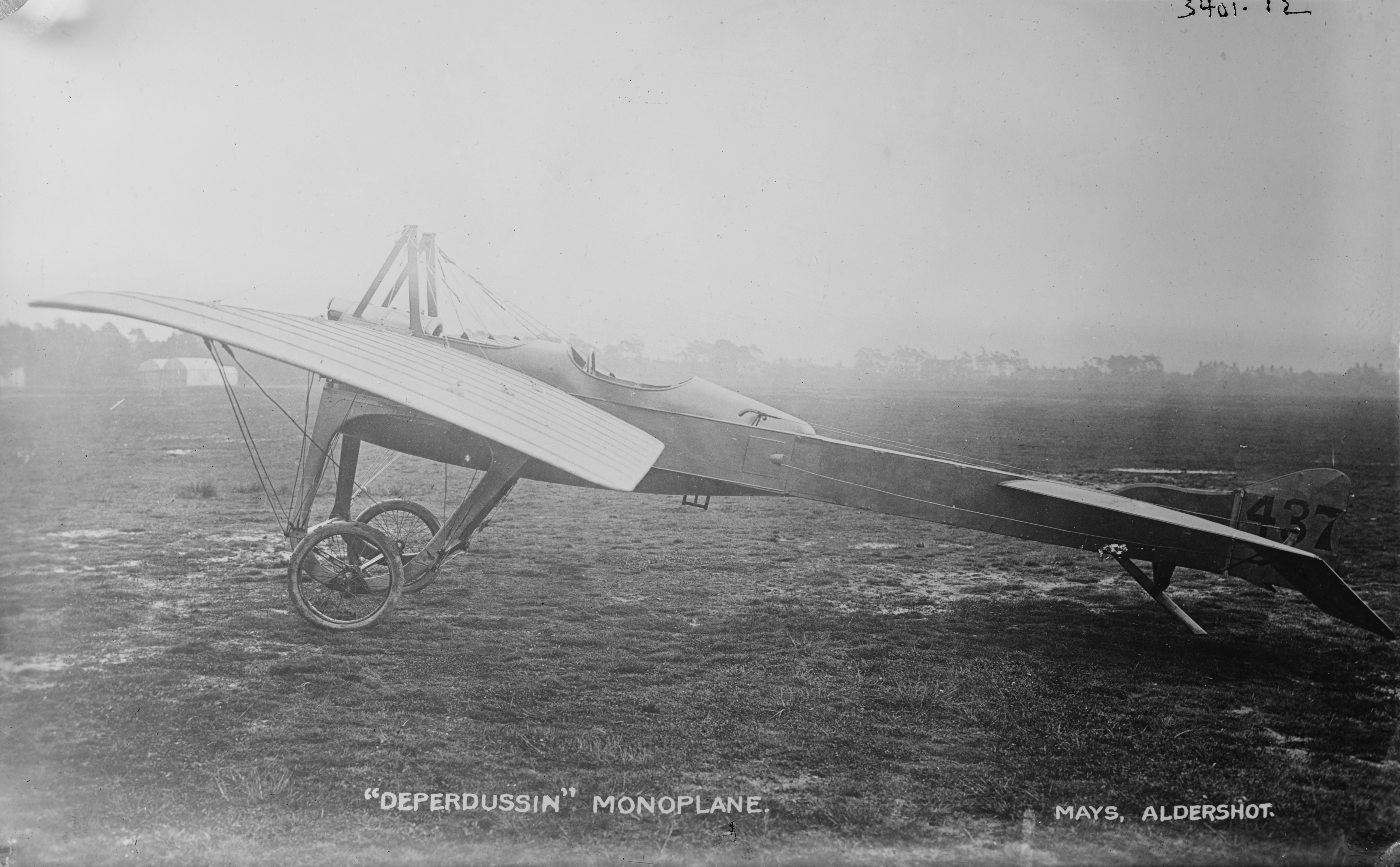
Deperdussin monoplane (Tipo A)

En agosto de 1910, se presentó el primer modelo llamado simplemente 'Deperdussin monoplane' que fue un éxito inmediato y que la empresa fabricó en serie, dando lugar a una serie de monoplanos estrechamente relacionados. El también llamado Deperdussin Tipo A, asumía la configuración tradicional de un monoplano con ala de implantación media, estabilizadores de cola y hélice tractora en el que el control lateral se realizaba mediante el alabeo de las alas. Este diseño fue la tendencia de la época, ya que también la asumió los Bleriot XI , Nieuport IV y Morane-Saulnier G .
Rápidamente, la compañía adquirió importancia entre la naciente empresa aeronáutica. El Deperdussin TT fue un éxito de exportación considerable, y 63 fueron construidos en la Factoría Lebedev en San Petersburgo y otros en Highgate , Londres, por la filial británica Deperdussin Company.  A partir de 1911, Deperdussin produjo aviones en una nueva fábrica en Grenelle, París.

### LaSociété de Production des Aéroplanes DeperdussinSPAD (1912-1913)
En 1912 la firma tomó el nombre de «Société de Production des Aéroplanes Deperdussin» a partir del cual tomó el acrónimo de SPAD, con el que será reconocida desde ese momento.

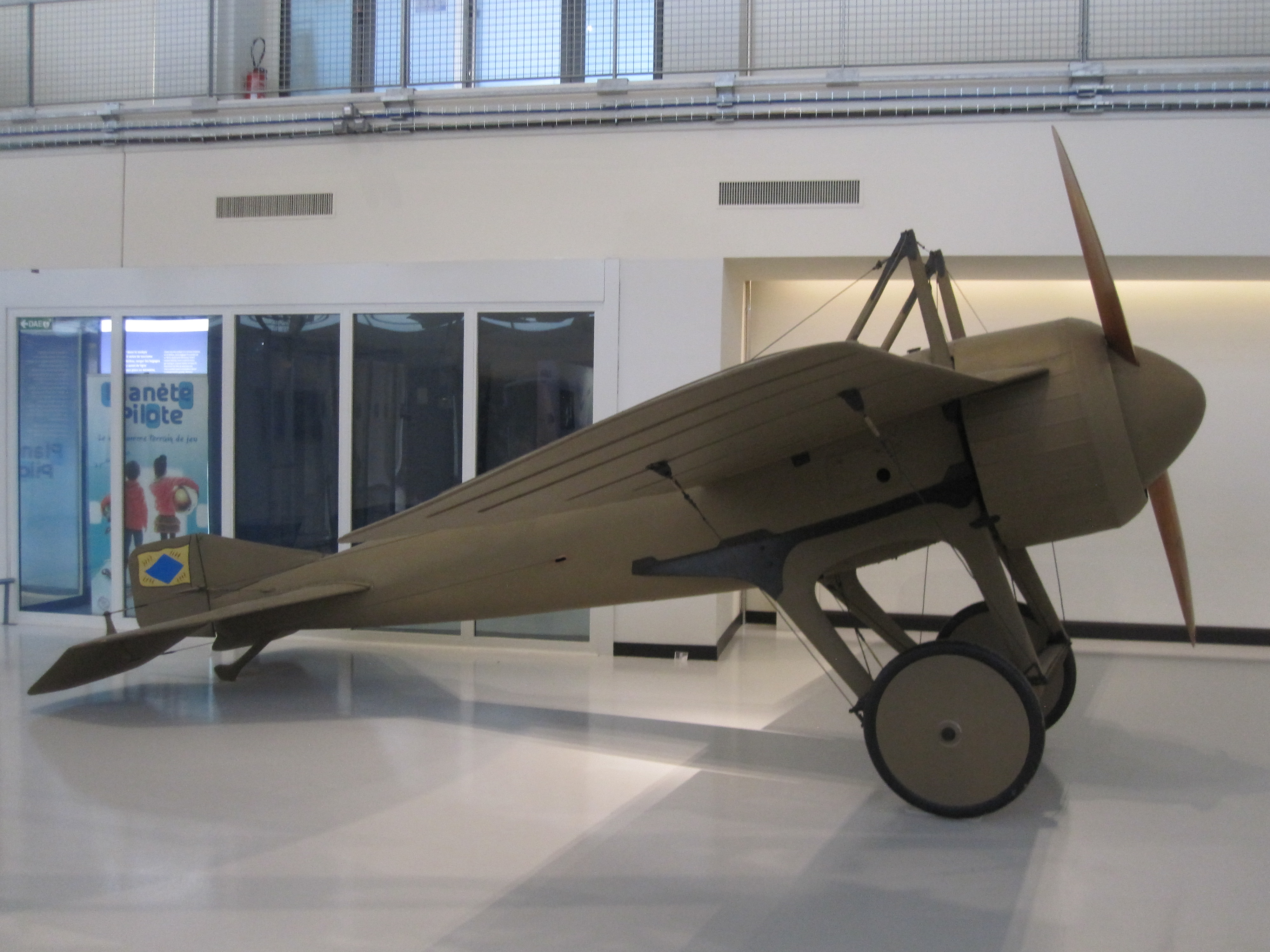
Deperdussin Monocoque expuesto en el Musée de l'Air et de l'Espace, Le Bourget

Entre 1912 y 1913 los ingenieros Béchereau y Étienne Dormoy diseñaron una serie de monoplanos de creciente capacidad, mediante el perfeccionamiento de una forma monocoque (monocasco) en la construcción del fuselaje en la que una aerodinámica sección transversal circular se combinaba con la resistencia y ligereza. Por lo general, los aviones Deperdussin eran monoplanos de ala alta arriostrada; de dos mástiles a proa del fuselaje de donde partían una serie de cables para el arriostramiento de las delgadas alas.
Los avanzados monoplanos de fuselaje monocasco Deperdussin Monocoque pilotados por Jules Védrines y Maurice Prévost ganaron el James Gordon Bennett Aviation Cup  en 1912 y 1913, lo que aumentó el prestigio de la compañía. También estableció varios récords mundiales de velocidad y fue el primer avión en superar los 200 km/h (205,5 km/h). La primera competición del Trofeo Schneider celebrada el 16 de abril de 1913 en Mónaco fue ganada por un hidroavión Deperdussin Monocoque a una velocidad media de 73,63 km/h
El 6 de agosto de 1913, Armand Deperdussin fue detenido bajo los cargos de malversación de fondos. Había desarrollado gustos caros y además de financiar competiciones como las ediciones de la Copa Gordon Bennett realizadas en Francia, "se entretenía generosamente". La rama comercial de la sociedad Comptoir Industriel et Colonial descubrió que había estado financiando estos gastos mediante préstamos bancarios obtenidos de manera fraudulenta utilizando recibos falsificados de su negocio de seda como garantía. Permaneció encarcelado preventivamente hasta su juicio en 1917. A pesar de las afirmaciones de que utilizó gran parte del dinero para ayudar a desarrollar la experiencia en aviación de Francia, fue declarado culpable de malversación de 32 millones de francos el 30 de marzo de 1917 y sentenciado a cinco años de prisión, pero, habida cuenta del tiempo pasado en prisión y como concesión para los primeros infractores se le indultó ("sursis") y fue puesto en libertad inmediatamente. Armand Deperdussin no volvió a involucrarse en la aviación. Cuando se suicidó en una habitación de hotel el 11 de junio de 1924, sólo tenía 30 francos en el bolsillo.

## Louis Blériot y laSociété Pour L'Aviation et ses Dérivés(1913-1920)
Durante la permanencia en prisión preventiva de Deperdussin, el síndico de quiebra, administrador judicial de la empresa, con el fin de mantener el acrónimo SPAD, cambió el nombre de la compañía por Société Provisoire des Aéroplanes Deperdussin. Sin ingresos adicionales por parte de Deperdussin, el desarrollo de la empresa habría finalizado, de no haber sido por la intervención de Louis Blériot , que, liderando un consorcio de industriales, a través de Blériot Aéronautique, compró los activos de la empresa en 1913 y la reorganizó como Société Pour L'Aviation et ses Dérivés , conservando las siglas SPAD.
En 1915, Blériot Aéronautique la empresa de Louis Blériot, decidió construir una nueva fábrica en Suresnes, ciudad industrial desde finales del siglo XIX. En aquella época, en un contexto de industrialización, se construyeron numerosas fábricas a lo largo de las orillas del Sena, en los suburbios occidentales de París. Instalado en un muelle, lo que favorece el transporte de aparatos por vía fluvial y aérea - el vecino hipódromo de Longchamp sirve de aeródromo -, emplea a 2500 trabajadores, que en 28000  m² de talleres producen 23 unidades al día..

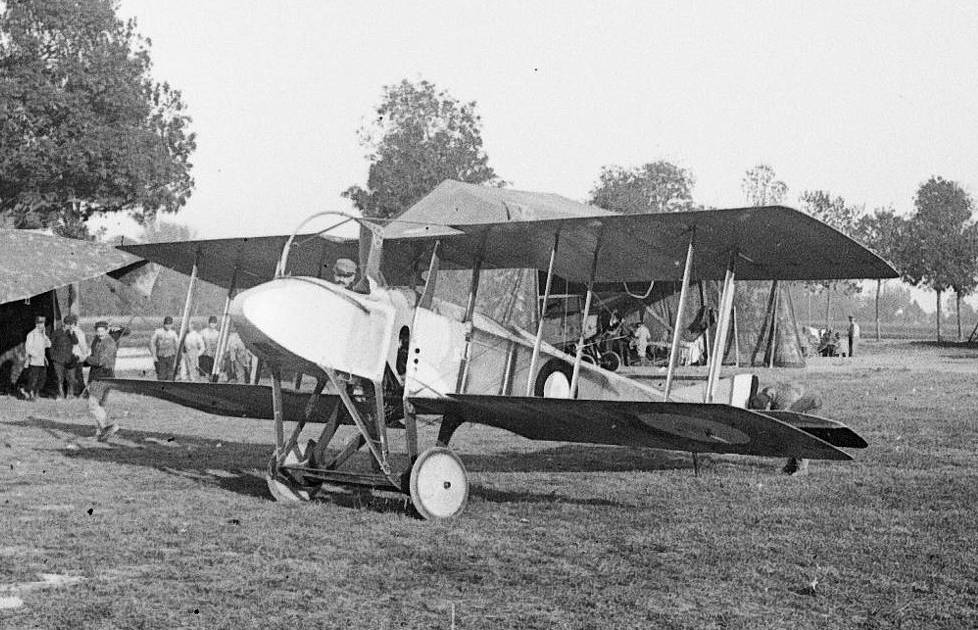
SPAD S.A

Los primeros diseños de Béchereau para SPAD fueron inusuales biplanos biplaza que intentaban proporcionar una ametralladora que disparaba frontalmente en un avión con configuración tractora. Estos diseños, la serie SPAD S.A de modelos A.1, A.2, A.3 y A.4 , se construyeron en pequeñas cantidades, alrededor de sesenta de cada modelo para la Aéronautique Militaire (principalmente A.2) y la Flota Aérea Militar Imperial rusa (principalmente A.4), y no fueron ni populares ni exitosos. La disponibilidad del Nieuport 11 y el posterior desarrollo de un mecanismo sincronizador de ametralladora eficaz por parte de los franceses hicieron que esta configuración quedase obsoleta.
El primer éxito real de Béchereau fue el SPAD S.VII , que superficialmente se parecía a un A.2 más pequeño y elegante, sin la góndola-púlpito del artillero de proa. Desarrollado a partir del prototipo SPAD V, de los cuales se encargaron 268 pero ninguno se construyó como tal, el SPAD S.VII era un caza biplano monoplaza de diseño simple y robusto propulsado por el nuevo motor V8 diseñado por el ingeniero Marc Birkigt en la fábrica matriz en La Sagrera , Barcelona, España, Hispano-Suiza 8A con una potencia de 150 hp (112 kW) y refrigerado por agua. En comparación con los cazas anteriores, cuando apareció el SPAD VII en 1916, resultó ser un avión pesado y poco maniobrable, pero los pilotos aprendieron a aprovechar su potencia y velocidad. Se construyeron unos 3500 ejemplares en Francia, 120 en Gran Bretaña y 100 en Rusia antes del Tratado de Brest-Litovsk, aunque, se habían encargado muchos más a una prevista nueva fábrica en Yaroslavl, que no se completó hasta después de la guerra civil rusa . 

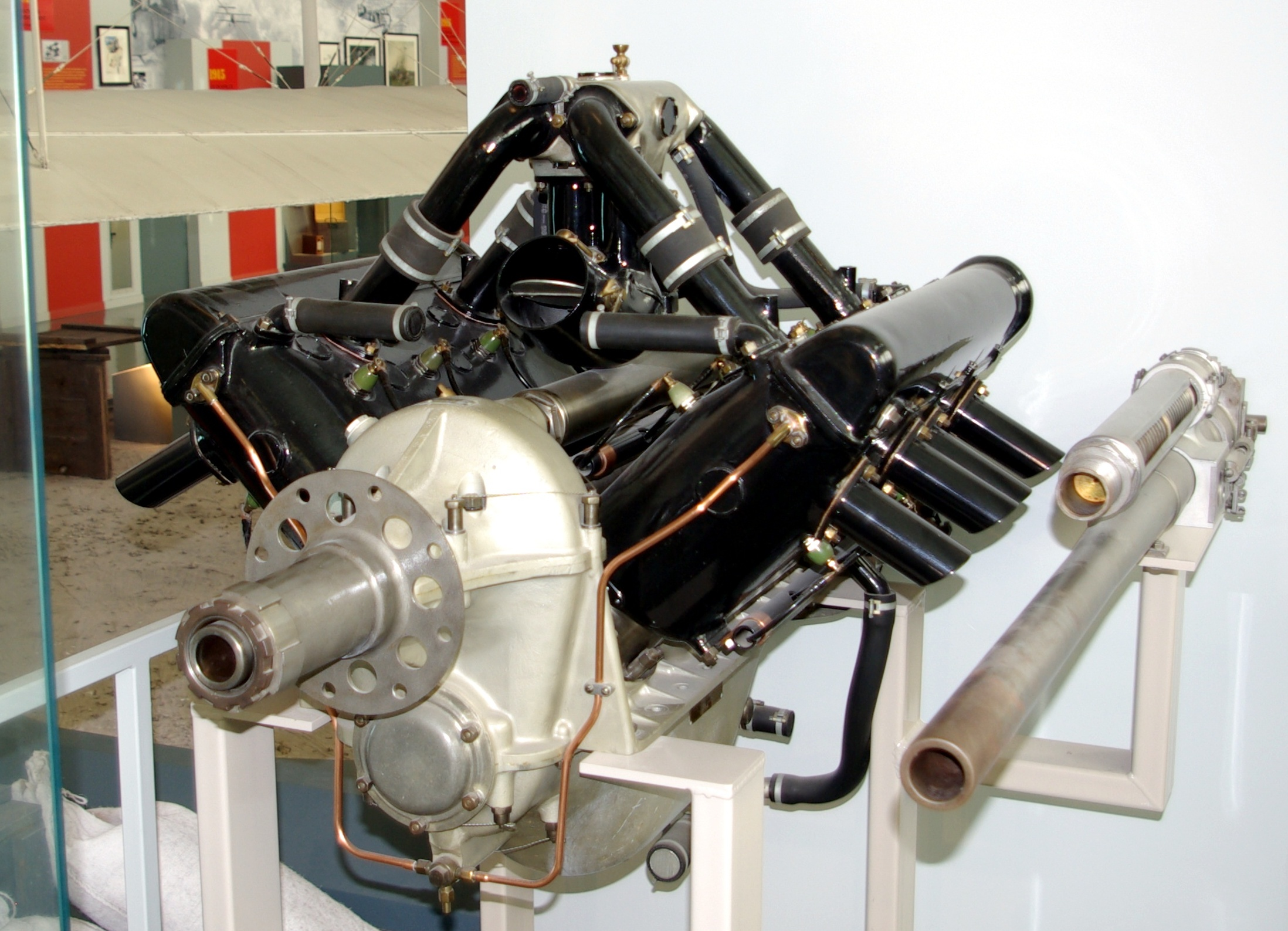
Hispano-Suiza 8BeC (HS-38); al lado, cañón cal.37 mm

Los diseños posteriores de Béchereau en tiempos de guerra siguieron el esquema básico del SPAD S.VII. Los biplaza SPAD XI y SPAD XVI, se construyeron en cantidades moderadas, alrededor de 1000 de cada tipo; aunque, los SPAD biplaza tuvieron mucho menos éxito que sus rivales Breguet 14 - con 5500 construidos - y Salmson 2 (3200), los desarrollos monoplaza del SPAD VII tuvieron más éxito; el SPAD XII fue una variante menor, la primera en utilizar el motor Hispano-Suiza 8BeC (HS-38) con engranaje reductor, lo que le permitía estar armado con el nuevo cañón de infantería adaptado Semi Automatique Moteur Canon (SAMC) cal. 37 mm  construido  por el Atelier de construction de Puteaux (APX) que disparaba a través del eje de la hélice. Probado con éxito por el as Georges Guynemer , la conclusión fue que, sólo pilotos muy hábiles -uno de ellos fue René Fonck - podían explotar las capacidades de tan poderoso armamento; y aunque, se ordenaron 300, la mayoría se completaron como cazas SPAD normales. 
El SPAD S.XIII era esencialmente un SPAD S.VII ampliado y rediseñado en torno a un motor Hispano-Suiza 8Bd de 160 kW (220 hp) con engranaje reductor como el utilizado en el SPAD XII. Se produjeron en cantidades mucho mayores; el total exacto es incierto, con cifras que varían de 7300 a 8472 citadas por diferentes fuentes. Muchos pilotos estrella volaron SPAD monoplazas, incluido el conde y as italiano Francesco Baracca y el capitán del Servicio Aéreo del Ejército de los Estados Unidos Eddie Rickenbacker , con 34 y 26 victorias respectivamente. Como ya se ha mencionado el as francés Georges Guynemer tuvo mucho éxito con el SPAD S.XII, así como con los SPAD S.VII y S.XIII. Al final de la I Guerra Mundial, los 1152 cazas monoplaza de las unidades aéreas francesas de primera línea eran SPAD XIII. Se informó que casi 900 cazas SPAD XIII estaban siendo utilizados en el US Air Service.
Como la compañía no tenía la suficiente capacidad industrial para satisfacer la enorme demanda de producción de sus posteriores modelos, la construcción se distribuyó entre otros fabricantes de aviones, incluidos tanto competidores directos como numerosas empresas que se harían muy conocidas después de la guerra. En 1916, más del 98% de la producción de aeroplanos SPAD procedía de las fábricas SPAD y Blériot. En 1918, esta cifra había caído al 43%, y la mayor parte de la producción del SPAD XIII procedía de fabricantes autorizados. Los diseños SPAD representaron alrededor del 20% de los aviones franceses producidos durante la I Guerra Mundial.
En la primavera de 1917 Louis Béchereau deja SPAD para entrar a formar parte en abril de ese año, con los también ingenieros Adolphe Bernard y Marc Birkigt de los Etablissements Adolphe Bernard para construir bajo licencia los cazas SPAD; fue reemplazado en calidad de jefe de diseño por el joven ingeniero y colaborador cercano André Herbemont.

## Periodo de entreguerras: Blériot-SPAD (1921-1936)
Finalizada la Primera Guerra Mundial, SPAD fue liquidada por Blériot. En 1921, se vendieron los talleres y maquinaria y los empleados superiores y especialistas fueron incorporados a la plantilla de Blériot Aéronautique en Suresnes. Sin embargo, se conservó, tras la absorción la marca como Blériot-SPAD, dado el prestigio ganado por sus pilotos durante el conflicto.
El primero de sus diseños en ser conocido con este nombre y producido en cierta cantidad,fue el biplano monocasco (originalmente conocido como SPAD S.XX ) Blériot-SPAD S.20 diseñado por André Herbemont. A pesar de que el prototipo voló en agosto de 1918, las entregas no comenzarán hasta 1920, cuando las reducciones de la posguerra y la preferencia por el más capaz Nieuport-Delage NiD 29 limitaron a 100 los pedidos.
SPAD, a pesar de haber sido absorbida totalmente por la firma Blériot, permaneció como parte de la marca - Bleriot-SPAD - hasta 1936; en ese año el Frente Popular francés logra vencer en las elecciones legislativas, y el socialista Léon Blum es designado primer ministro. Dentro de su gobierno se realizan una serie medidas y reformas económicas; una de las cuales consiste en un fuerte plan de nacionalizaciones que alcanza a empresas aeronáuticas, de armamento y ferrocarriles entre otras y, en el cual la firma Blériot Aéronautique , junto con cinco plantas de otros constructores de aeroplanos, fue integrada en la sociedad SNCASO.

## Aeroplanos
Nota: Aunque la Société Deperdussin editó un catálogo en 1911 que enumera los tipos A, B, C, D y E, este sistema de nomenclatura no se usaba generalmente en ese momento. Un ejemplo de nomenclatura contemporánea lo proporciona el informe en Flight del Salón de la Aeronáutica en el Grand Palais en 1911. Deperdussin exhibió cuatro aviones; estos se describen como, el "tipo escuela", el "monoplaza militar", el "biplaza militar" y el "triplaza militar".
- De Feure-Deperdussin 2 - 1909 - Monoplano canard config. propulsora
- Deperdussin Monoplane Tipos A,B,C,D - 1910-1911
- Deperdussin Racing Monoplane - 1912 - Monoplano de competición
- Deperdussin Monocoque - 1912) - Monoplano de competición
- Deperdussin Coupe Schneider - 1913 - Hidroavión monoplano de competición
- Deperdussin T - 1912 - Monoplano de observación (militar)
- Deperdussin TT - 1912 - Monoplano de uso general (militar)
- Deperdussin Seagull - 1913 - Prototipo hidroavión monoplano construido por British Deperdussin
- SPAD S.A (A.1-A.4) - 1915 - Biplano biplaza de caza/reconocimiento
- SPAD S.VII - 1916 - Biplano monoplaza de caza
- SPAD S.XI / S.XVI - 1917 - Biplano biplaza de observación
- SPAD S.XII - 1917 - Biplano monoplaza de caza
- SPAD S.XIII - 1917 - Biplano monoplaza de caza
- Blériot-SPAD S.XIV - 1918 - Hidroavión biplano monoplaza de caza
- SPAD S.XV - 1917 - Biplano monoplaza de caza
- Blériot-SPAD S.XX (Bleriot-SPAD S.20) - 1918 - Biplano bi/monoplaza de caza y competición